# Claude Joseph
Claude Joseph – haitański polityk i dyplomata, minister spraw zagranicznych i ds. wyznań, p.o. prezydenta Haiti (wraz z całą Radą Ministrów) i p.o. premiera w 2021 roku.

## Życiorys
Claude Joseph uzyskał tytuł doktora polityki publicznej w New School w Nowym Jorku w Stanach Zjednoczonych. Wykładał m.in. na University of Connecticut i Long Island University.

### Kariera polityczna
Claude Joseph był ambasadorem Haiti w Argentynie oraz chargé d’affaires w Hiszpanii. Od sierpnia do września 2019 roku był dyrektorem ministerstwa spraw zagranicznych i ds. wyznań. We wrześniu 2019 roku ponownie został chargé d’affaires w Hiszpanii. 5 marca 2020 roku został powołany w skład rządu na stanowisku ministra spraw zagranicznych i ds. wyznań Haiti, zastępując na tym stanowisku Bocchita Edmonda. 
Od 14 kwietnia 2021 pełnił obowiązki premiera Haiti. Od 7 lipca 2021 pełnił również (wraz z całą Radą Ministrów) obowiązki prezydenta Haiti po zamordowaniu Jovenela Moïse.
20 lipca 2021 na obydwu tych stanowiskach zastąpił go Ariel Henry.